# Camillo Golgi
Bartolomeo Camillo Emilio Golgi (Corteno, 1843. július 7. – Pavia, 1926. január 21.) olasz Nobel-díjas orvos, patológus.

## Élete
Camillo Golgi Cortenóban született (mai nevén Corteno Golgi, Brescia megye, Lombardia). Apja körzeti tisztiorvosként dolgozott. Az ifjú Golgi a Paviai Egyetemen tanult. Egyetemi tanulmányai mellett a kísérleti patológiai laboratóriumban dolgozott Giulio Bizzozero felügyelete alatt. 1865-ben végzett. Első publikációja 1869-ben jelent meg, amelyben Cesare Lombroso elméletére hivatkozva azt állította, hogy az elmebetegségek egyik lehetséges oka a központi idegrendszer bizonyos részeinek léziója. Ezután a központi idegrendszer gyakorlati tanulmányozása felé fordult. 
A szövetfestési eljárások (például a hematoxilin és a kármin festés) akkoriban még nem voltak megfelelők a központi idegrendszer tanulmányozására. Golgi tehát, miközben tisztiorvosként dolgozott az abbietagrassói pszichiátriai kórházban, az idegszövet fémionokkal történő festésével kísérletezett, főleg ezüsttel (ezüstözés). 1873-ban olyan módszert fedezett fel, amellyel néhány tetszőleges idegsejt teljes egészében láthatóvá tehető. Így tanulmányozhatta az idegsejtek lefutását az agyban, a világon elsőként. Ezt a felfedezést „fekete reakciónak” nevezte (olaszul: „reazione nera”), amit azóta Golgi-festésnek nevezünk. A festődés mechanizmusának pontos háttere máig ismeretlen.
1876-ban a Paviai Egyetemen a szövettan professzorának nevezték ki. 1877-ben feleségül vette Lina Alettit, Bizzozero unokahúgát. Gyerekük nem született, de örökbefogadták Golgi unokahúgát, Carolinát. 1881-ben előléptették a Paviai Egyetem Általános Patológiai Tanszékének vezetőjévé. Laboratóriumában dolgozott többek között Adelchi Negri, akiről a Negri-testeket elnevezték, és Emilio Veratti, a szarkoplazmatikus retikulum leírója.
1906-ban orvosi Nobel-díjat kapott Santiago Ramón y Cajallal közösen "az idegrendszer felépítésére vonatkozó kutatásainak elismeréseképpen".
1918-ban vonult nyugdíjba. 1926. január 21-én, Paviában halt meg. Publikációinak gyűjteményét Opera Omnia címen adták ki.

## Felfedezései

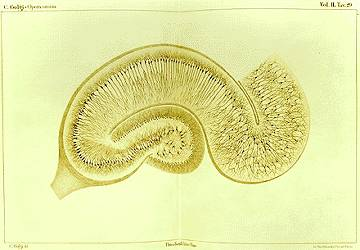
Camillo Golgi rajza egy ezüst-nitráttal megfestett hippokampuszról

- Golgi-festés. A festés során az ezüst-nitrát kálium-dikromáttal (K2Cr2O7) reagál, az ezüst-kromát részecskék pedig kötődnek a neuron membránjához. Ennek eredményeképpen fekete csapadék teszi láthatóvá a sejttestet annak axonjával és dendritjeivel együtt, így tiszta, kontrasztos, fekete képet kaphatunk az idegsejtről sárgás háttéren. Az egyes neuronok láthatóvá tétele végül elfogadtatta az idegsejtek addig csak feltételezett létét.
- Golgi-féle ínorsó. Egy ínban található, izomfeszülést figyelő receptort is felfedezett, amely a nevét viseli.
- Golgi-készülék. Az általa kidolgozott festési eljárásnak köszönhetően azonosította a később róla elnevezett membránrendszert, az eukarióta sejtek fontos elemét.
- Veseműködés, Ő mutatta ki először, hogy a nefron disztális tubulusa végül visszakanyarodik abba a glomerulusba, ahonnan kiindult. (Annotazioni intorno all'Istologia dei reni dell'uomo e di altri mammifieri e sull'istogenesi dei canalicoli oriniferi. Rendiconti R. Acad. Lincei 5: 545-557, 1889.)

## Kitüntetései
- 1906 – Orvosi Nobel-díj
- 1914 – Pour le Mérite (Németország)
- Szent Móric és Lázár-rend (Olaszország)
- Szavojai Polgári Érdemrend (Olaszország)